# The Happy Warrior
Pour plus de détails, voir Fiche technique et Distribution.
The Happy Warrior est un film britannique réalisé par Floyd Martin Thornton (en), sorti en 1917.

## Synopsis
Lord Burdon a épousé en secret Audrey Oxford, la jeune sœur de Maggie, la receveur des postes du village. Le jeune couple vit à Londres sous le nom de M. et Mme Redpath. Mais le jeune homme meurt au combat pendant la guerre. Le choc est trop fort pour la jeune Audrey, qui meurt en donnant naissance à un héritier. Sur son lit de mort, elle raconte à sa sœur à quel point elle avait été maltraitée par Mme Letham, l'épouse du plus proche parent de Lord Burdon, qui n'a pas cru à son histoire. Maggie ramèn' le petit Perceval chez elle et décide de ne lui parler de son titre de Baron qu'à l'âge de 21 ans. Plus tard, Percival est devenu l'ami de l'héritier Rollo et de Dora. Il est devenu amoureux de celle-ci, mais sa tante, à cause de sa position sociale réelle, lui dit d'attendre. Enfin, lassé d'attendre, il rejoint un cirque, et sous l'habile instruction de Jaffra, il devint bientôt un boxeur émérite sous le nom du "Gentleman de Jaffra". Lorsqu'il revient vers Dora, elle lui apprend que ses parents ont insisté pour qu'elle se fiance avec Rollo, qui en fait est aussi contre ces fiançailles parce qu'il aime une belle Italienne rencontrée pendant ses vacances. Finalement, tout le monde vivra avec son réel amour.

## Fiche technique
- Titre original : The Happy Warrior
- Réalisation : Floyd Martin Thornton (en)
- Scénario d'après le roman de A.S.M. Hutchinson
- Société de production : Harma Photoplays
- Société de distribution : Harma Photoplays
- Pays d'origine :  Royaume-Uni
- Langue originale : anglais
- Format : Noir et blanc  — 35 mm — 1,37:1 — Film muet
- Genre : drame
- Durée : 4 bobines
- Dates de sortie : Royaume-Uni : août 1917

## Distribution
- James Knight : Percival
- Joan Legge : Audrey Oxford
- Minna Grey : Maggie Oxford
- Harry Lorraine : Foxy
- Sydney Lewis Ransome : Jaffra
- Leslie Howard : Rollo
- H. Agar Lyons : Lord Burdon
- Roy Byford : Latham
- Jeff Barlow : Amber
- Winifred Evans : Lady Burdon
- Evelyn Boucher : Dora